# Colaspidema barbarum
Colaspidema barbarum es un coleóptero de la familia Chrysomelidae. Es perjudicial a la alfalfa y se le denomina comúnmente pulgón de la alfalfa.
Fue descrita científicamente en 1792 por Fabricius como Chrysomela barbara. Colaspidema atrum (Olivier, 1790) es un sinónimo de esta especie, inválido por homonimia.